# Colin Clive
Colin Clive (ur. 20 stycznia 1900 w Saint-Malo, zm. 25 czerwca 1937 w Hollywood) – angielski aktor filmowy i teatralny, występował w roli doktora Frankensteina w filmach Frankenstein i Narzeczona Frankensteina.

## Życiorys
Colin Clive urodził się w Saint-Malo we francuskiej prowincji Ille-et-Vilaine, w rodzinie angielskiego pułkownika. Uczęszczał do Royal Military Academy w Sandhurst, jednak kontuzja kolana zdyskwalifikowała go ze służby wojskowej.
Wystąpił u boku Cedrica Hardwicke'a w pierwszej londyńskiej produkcji teatralnej Love Boat. Clive po raz pierwszy współpracował z Jamesem Whale na deskach teatru Savoy w sztuce Journey's End. W 1930 roku dołączył do brytyjskiej społeczności w Hollywood, gdzie powtórzył rolę kapitana Denisa Stanhope’a w filmowej wersji Journey's End również wyreżyserowaną przez Whale’a.
Aktor wystąpił w trzech horrorach: Frankenstein (1931), Narzeczona Frankensteina (1935) i Szalona miłość (1935).
W 1935 roku aktor, spokrewniony z Robertem Clive'em, pojawił się w filmie biograficznym o swoim krewnym.
Od czerwca 1929 do jego śmierci Clive był żonaty z aktorką Jeanne de Casalis. De Casalis nie przeniosła się z mężem do Hollywood. Podejrzewało się, że de Casalis była lesbijką, zaś Clive gejem, a ich związek był małżeństwem „z wygody”. Jednak David Lewis, długoletni partner reżysera Jamesa Whale’a, w książce James Whale: A New World of Gods and Monsters kategorycznie zaprzeczył, że aktor był gejem.
Colin Clive cierpiał na przewlekły alkoholizm i zmarł w 1937 roku w wyniku powikłań gruźlicy.

## Filmografia
- 1930: Journey's End jako kapitan Denis Stanhope
- 1931: Frankenstein jako Henry Frankenstein
- 1933: Christopher Strong jako sir Christopher Strong
- 1933: Looking Forward jako Geoffrey Fielding
- 1934: Jane Eyre jako Edward Rochester
- 1934: Klucz (The Key) jako Andrew 'Andy' Kerr
- 1935: Clive z Indii (Clive of India) jako kapitan Johnstone
- 1935: Narzeczona Frankensteina (Bride of Frankenstein) jako dr Henry Frankenstein
- 1935: Szalona miłość (Mad Love) jako Stephen Orlac
- 1935: The Girl from 10th Avenue jako pan John Marland
- 1937: The Woman I Love jako kapitan Thelius